# Ziemianki
Ziemianki (Duits: Schönbund) is een plaats in het Poolse woiwodschap Ermland-Mazurië, in het district Gołdap. De plaats maakt deel uit van de landgemeente Banie Mazurskie.